# Infurcitinea parnassiella
Infurcitinea parnassiella är en fjärilsart som beskrevs av Reinhardt Gaedike 1987. Infurcitinea parnassiella ingår i släktet Infurcitinea och familjen äkta malar.
Artens utbredningsområde är Grekland. Inga underarter finns listade i Catalogue of Life.